# من يخشى الأبواب
من يخشى الأبواب؟ هي مسرحية للقاصة والمدونة السعودية هديل الحضيف. عرضت في 2007 على مسرح جامعة الملك سعود في الرياض وفازت بالجائزة الأولى للنص المسرحي.

## حول المسرحية
مسرحية من ثلاثة فصول عرضت على مسرح «جامعة الملك سعود» في الرياض في الأوّل من أيّار عام 2007, برعاية الفريق المسرحي بكلية الآداب وذلك بمناسبة مرور 50 عامًا على تأسيس الجامعة. وقد أخرجها المخرج السعودي «مشعل القاضب».
تدور أحداث المسرحية حول مجموعة من الأشخاص يعيشون في عزلة عن العالم، والأبواب موصدة في وجوههم من كلِّ مكان، فلما عزم أحدهم على مجرد التفكير، كان مصيره أن قررت الأبواب معاقبته بالعمى.

## إقتباسات من المسرحية
بعض مما جاء في المشهد الثاني من الفصل الثاني ما بين «الشاب» و«الأبواب»:
| من يخشى الأبواب | - الأبواب : بلغنا أنك تحاول خرق الحكم الذي أصدرناه بحقك .. - الشاب : (غير عابيء، ومواصلا انشغاله بالعصا) أي حكم تهرفون به؟ - الأبواب : (تزمجر، مع خلفية لصوت الريح) - الشاب : هل تظنون أنكم ما زلتم تمنعوني النور؟ - الأبواب : لقد صدر بحقك العمى الأبدي.. ومجرد محاولتك تجاوز هذا الحكم، يعتبر تعديًا على قداسة الأبواب.. - الشاب : (يرفع رأسه للمرة الأولى، ويصرخ) أنا أرى نور الله أيتها الأبواب المغفّلة.. أنا أرى الحقيقة كما هي.. دون زيف، ودون محاولاتكم البليدة لطمسها، أو إخفاؤها، الشمس التي قتلتموها بالظلمة.. أراها كما هي، السماء التي حجبتموها.. تظهر لي بمدى لا ينتهي بحد.. أنا أرى الحقيقة كما هي !! (يتغنى ويمشي مزهوا في أنحاء المسرح) أرى الحقيقة كما هي.. أرى الحقيقة كما هي.. - الأبواب : اجلده أيها الجلاد !! - الكومبارس : (يقفون ليتابعوا الحدث) - الجلاد : (يقف منتصبًا) كم جلدة يا سادتي؟ - الأبواب : إلى أن يعود لاحترام أولياء نعمته، وأسباب بقائه حيًا حتى الآن !! - الجلاد : (يشرع في جلده) - الشاب : (يصرخ) - الجلاد : اخسأ .. (يستمر في الجلد) - الشاب : (يصرخ بالجلاد) وأنت أيها العميل المرتزق.. ستموت شر ميتة.. وستأكل جيفتك الكلاب ! - الجلاد : أيها الجاحد.. خذ ما تستحق.. ( يجلده) - الشاب : أيها الأفّاكون.. أخجلتم الشيطان بتفوقكم عليه ! - الأبواب : (تزمجر) لقد تعدى على مقامنا، وسيرفع الحكم ضده إلى الموت. الموت له.. الموت له !! - الكومبارس : (يتهامسون، وعلى وجوههم يبدو اهتمام بالغ وهم ينظرون إلى الشاب) - الشاب : (مهددًا) أنا من يرى الحقيقة.. حين تقتلوني.. سيحل عليكم ظلام الزيف أبدًا.. إن قتلتموني.. ستقتلون رجلا خصه الله بكرامات من عنده، وسيحل بكم عظيم غضبه.. اقتلوني.. لتلاحقكم روحي إلى الأبد.. اقتلوني .. لتنخسف بكم الأرض، وتسقط السماء عليكم كسفا..!! - الجلاد : (يقف محتارًا) - الأبواب : (تزمجر) الموت له.. الموت له !! - الكومبارس : (بصوت خجول، ومنخفض) الموت له ! - الجلاد : (محتارًا) ماذا أفعل يا سادتي ؟! - الأبواب : (بغضب) اقتله !. | من يخشى الأبواب |